# Пригожина, Лариса Георгиевна
Лари́са Гео́ргиевна Приго́жина (урождённая Келдыш; 9 января 1937 — 27 июня 2017, Санкт-Петербург) — советский и российский театровед, историк театра, педагог, кандидат искусствоведения (1975).

## Биография
Лариса Пригожина родилась в семье известного советского музыковеда Юрия (Георгия) Келдыша. 
Вопреки настойчивому желанию родителей сделать из неё музыканта, поступила на театроведческий факультет ЛГИТМиКа, который окончила с отличием в 1959 году (руководитель диплома В. В. Успенский). 
С 1960-го по 2017 год преподавала на кафедре истории русского театра ЛГИТМиКа-СПбГАТИ-РГИСИ, одновременно с учебой в аспирантуре (руководитель Б. О. Костелянец). В 1975 году защитила кандидатскую диссертацию на тему «Советская сказка для театра. (Проблемы становления)». Позднейшие исследователи отмечают важную роль этой диссертации, в которой «искусствоведческий подход служит разрешению вопросов специфики сказочной драматургии и ее истории». 
В дальнейшем стала профессором кафедры истории русского театра ЛГИТМИКа. Долгое время была ответственным редактором-методистом театроведческого факультета. 
Много лет преподавала на большинстве факультетов института — читала лекции по истории русского дореволюционного и советского театра, театра кукол, музыкального театра. Преподавала на факультете повышения квалификации, вела историко-театральный и преддипломный семинары, руководила НИРС.
В 1991 году выпустила монографию «Проблемы поэтической драмы и советский театр рубежа 1920–1930-х годов», носившую формальный статус «учебного пособия», однако по своему содержанию и значению вышедшую далеко за рамки этого жанра.
Скончалась 27 июня 2017 года в Санкт-Петербурге.

## Семья
Муж — Люциан Абрамович Пригожин (1926—1994), композитор. Дочь — Нина Люциановна Пригожина (род. 1959), пианистка, музыковед.

## Публикации
- Пригожина Л. Советская театральная сказка: Автореф. дис. … канд. искусствоведения / Ленингр. гос. ин-т театра, музыки и кинематографии. — Л., 1975.
- Пригожина Л. Г. Проблемы поэтической драмы и советский театр рубежа 1920—1930-х годов Архивная копия от 7 марта 2016 на Wayback Machine: Учебное пособие / ЛГИТМиК. — Л., 1991. — 74 с[5].
- Пригожина Л. Две пьесы Юрия Олеши в Ленинградском БДТ Архивная копия от 17 июня 2017 на Wayback Machine // БДТ им. М. Горького: Вехи истории [: сб.] / Составитель Г. В. Титова. — СПб., 1992. — С.54-74.
- Пригожина Л. М. Чехов после 1928 года Архивная копия от 4 октября 2008 на Wayback Machine [: рецензия на кн.: Бюклинг, Лийса. Михаил Чехов в западном театре и кино. СПб.: Академический проект, 2000. (Западная русистика) ] // ПТЖ. — 2001. — № 25/3.
- Пригожина Л. Г. На пути к «Тени»: Акимов и Шварц // Театрон [: науч. альманах / СПбГАТИ ]. — СПб.: СПбГАТИ, 2008. — № 1. — С.44-53.
- Пригожина Л. Г. Театральные приключения Гогенштауфена: Акимов и Шварц на путях мюзик-холла // Театрон. — СПб.: СПбГАТИ, 2009. — № 2(4). — С.31-45.
- Пригожина Л. Люди. Годы. Письма Архивная копия от 2 июля 2017 на Wayback Machine [: о книге: Раиса Берг, Евгений Биневич, Анна Тамарченко: Переписка из трёх углов: эпистолярный роман. СПб.: Алетейя, 2009 ] // ПТЖ. — 2010. — № 59/1.